# Ivanivka, Illinți
Ivanivka (în ucraineană Іванівка) este un sat în comuna Kopiivka din raionul Illinți, regiunea Vinnița, Ucraina.

## Demografie
Componența lingvistică a localității Ivanivka
     Ucraineană (97,09%)
     Rusă (2,43%)
     Alte limbi (0,49%)
Conform recensământului din 2001, majoritatea populației localității Ivanivka era vorbitoare de ucraineană (97,09%), existând în minoritate și vorbitori de rusă (2,43%).